# Akatopora
Akatopora is een mosdiertjesgeslacht uit de familie van de Antroporidae en de orde Cheilostomatida. De wetenschappelijke naam ervan is in 1934 voor het eerst geldig gepubliceerd door Davis.

## Soorten
- Akatopora circumsaepta (Uttley, 1951)
- Akatopora leucocypha (Marcus, 1937)
- Akatopora tincta Hastings, 1930)